# Амбала
Амбала (енгл. Ambala, Umballah), индијски град у истоименом округу у држави Харјана.

## Историја
У време британске управе у Индији, Амбала је била важна војна база британске војске. Током Индијског устанка 1857, у граду су била стационирана 3 пука сепоја Бенгалске армије (4. пук лаке коњице, 5. и 60. пук домородачке пешадије). 5. пук разоружан је у мају 1857, а 60. пук побунио се 13. јула 1857. под зидинама Делхија.

## Демографија
По последњем попису из 2011. године град је имао 195.153 становника, од чега 13 % неписмених и 39 % запослених.  Главне религије у граду биле су хиндуизам (81.94̥ %) и сикизам (14.59 %). Процењени број становника 2024. износио је око  275.000 становника.